# آيت تاهلا (أكرض)
آيت تاهلا هي إحدى مشيخات المملكة المغربية، تتبع جغرافيا لإقليم الصويرة وإداريًا لأكرض. يقدر عدد سكانها بـ 4716 نسمة حسب الإحصاء الرسمي للسكان والسكنى لسنة 2004.